# لون

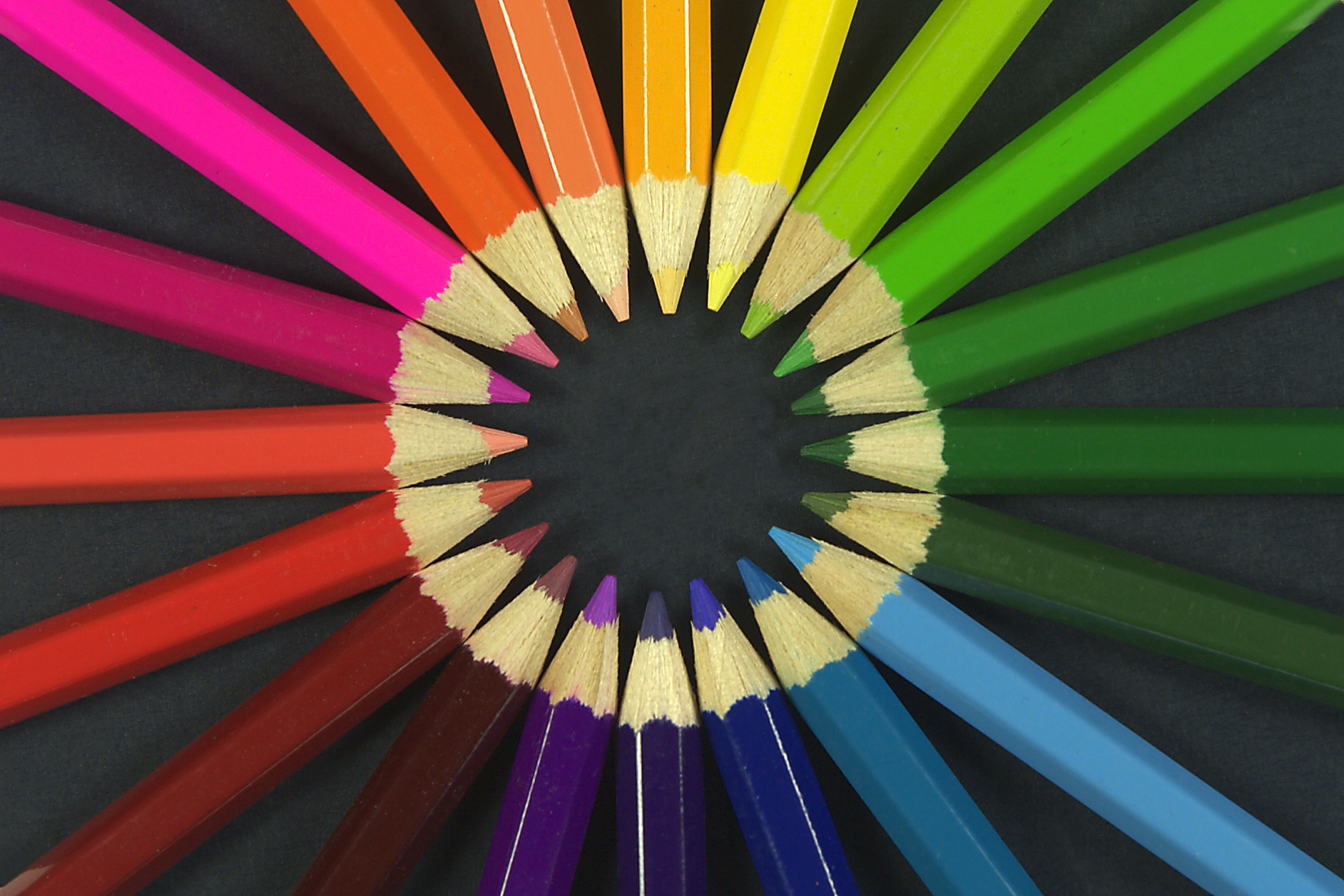
اللون جزء مهم من الفنون المرئية.

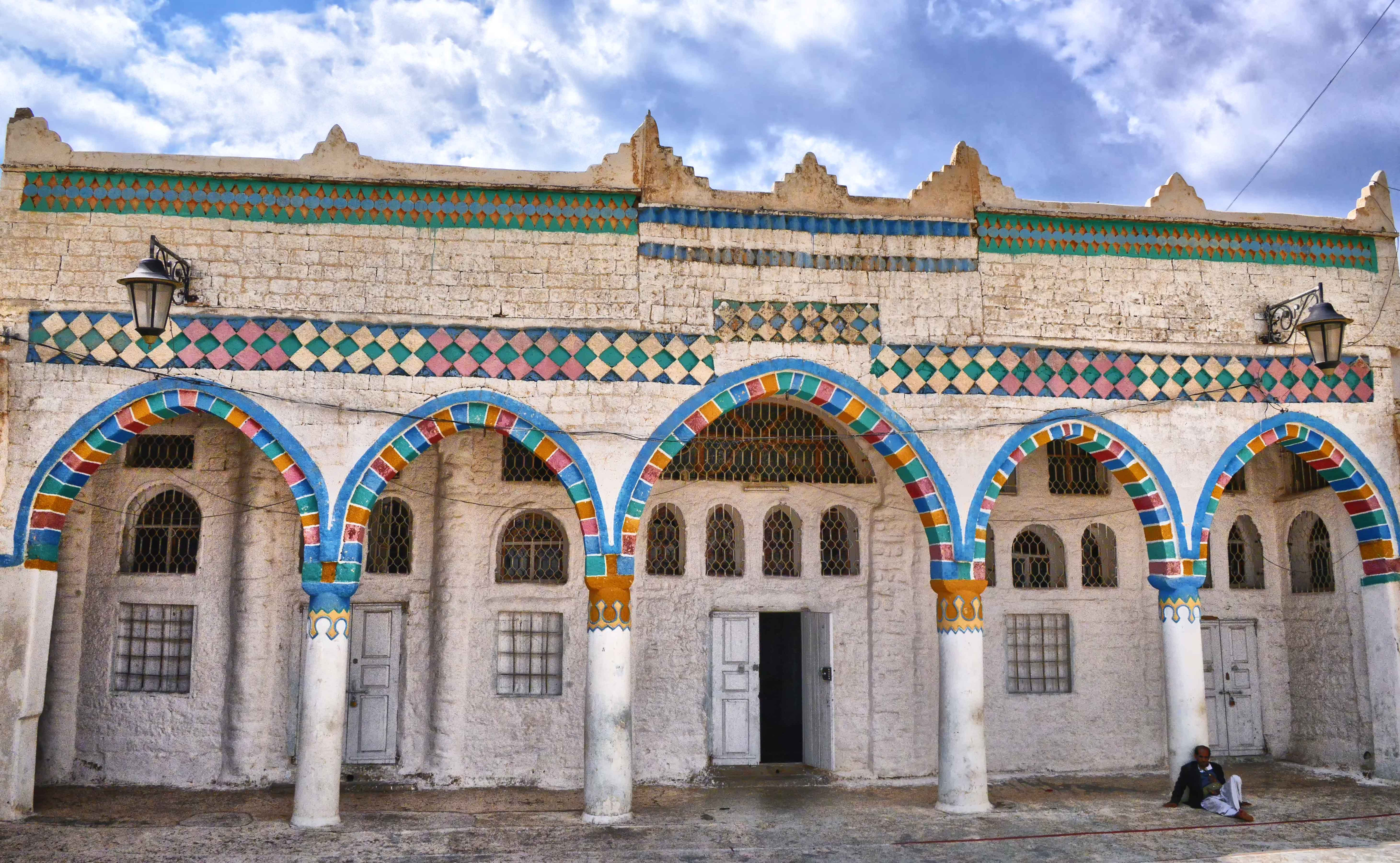
أقواس ملونة عند مدخل جامع يمني.

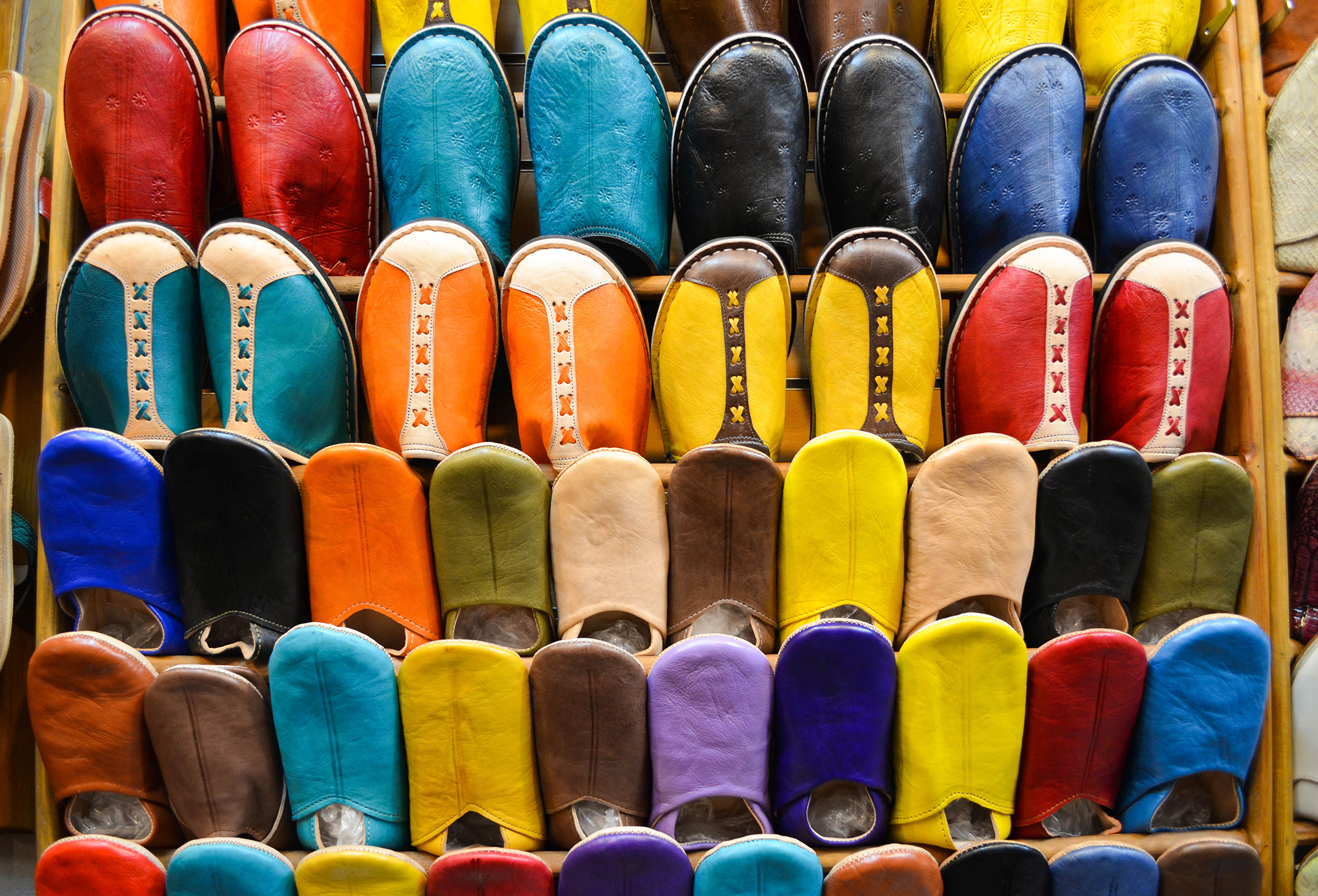
شرابيل مغربية صبغت بألوان مختلفة.

وردة بيضاء.

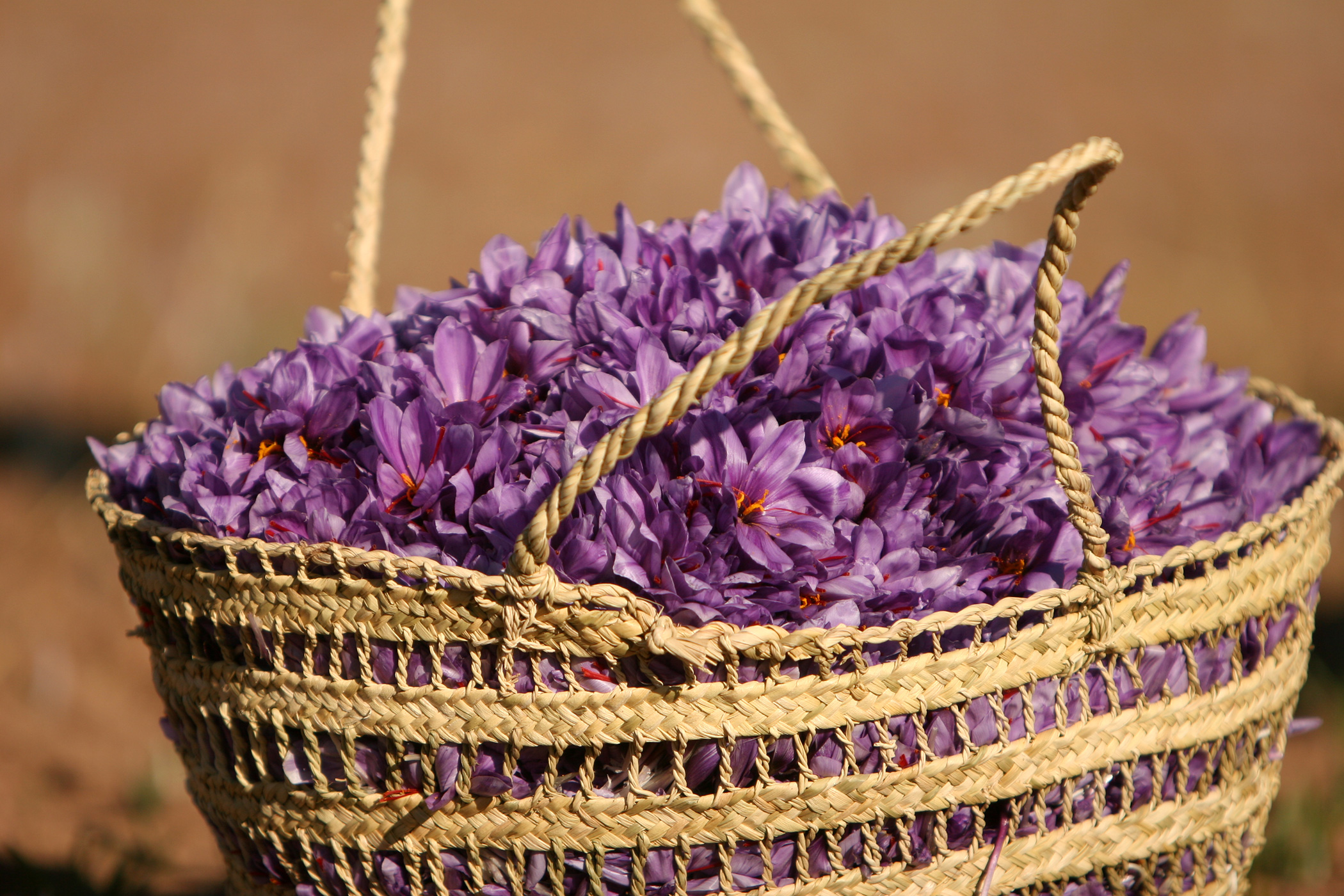
سلة من زهرة الزعفران بنفسجية اللون.

اللَّون (الجمع: أَلْوَان): هو صفة الجسم من السواد، والبياض، والحمرة، وغيرها، ولَوْنُ كلِّ شيء: ما فَصَلَ بينه وبين غيره، وهو ما نراه عندما تقوم الملونات بتعديل الضوء فيزيائيًا بحيث تراه العين البشرية (تسمى عملية الاستجابة) ويترجم في الدماغ (تسمى عملية الإحساس التي يدرسها علم النفس). واللون هو أثر فيسيولوجي ينتج في شبكية العين، حيث يمكن للخلايا المخروطية القيام بتحليل ثلاثي اللون للمشاهد، سواء كان اللون ناتجاً عن المادة الصبغية الملونة أو عن الضوء الملون. إن ارتباط اللون مع الأشياء في لغتنا، يظهر في عبارات مثل «هذا الشيء أحمر اللون»، هو ارتباط مضلل لأنه لا يمكن إنكار أن اللون هو إحساس غير موجود إلا في الدماغ، أو الجهاز العصبي للكائنات الحية.
«إن أشعة الضوء بالمعنى الدقيق للكلمة ليست ملونة. لا يوجد في الأشعة سوى طاقة محددة وقدرة على تحريض الشعور بهذا اللون أو ذاك» (إسحاق نيوتن 1730).
إن الإحساس اللوني يتأثر بمفهوم تاريخي طويل المدى وفق طبيعة وثقافة المشاهد، وأيضا مفهوم قصير المدى وهو الألوان المجاورة. (اقرأ أيضا علم النفس اللوني).
علم اللون يسمى أحيانا لونيات ويتضمن المقدرة على الإدراك الحسي للون بالعين البشرية، وأصل الألوان في المواد، ونظرية اللون في الفن وأيضا فيزياء اللون في الطيف الكهرمغناطيسي. فللَّون القدرة على تغيير نفسية الإنسان؛ ذلك لأن كلَّ لون من الألوان مرتبط بمفهومات معينة ويملك دلالات خاصة. وعن طريق «اختبارات الألوان» يمكن بيان الحالات العاطفية والفكرية للإنسان فمثلا الأبيض يمثل العفة والأسود يمثل الحزن وهكذا.

## فيزياء اللون

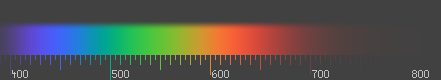
الطيف المرئي المستمر، مصمم للشاشات التي لها 1.5 جاما.

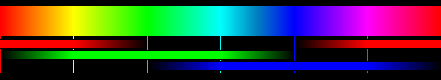
طيف الكمبيوتر، صفوف الألوان الموجودة بالأسفل توضح الشدة النسبية لخلط الألوان الثلاث لعمل الألوان الموضحة بالأعلى.

| اللون   | مدى الطول الموجي | مدى التردد    |
| ------- | ---------------- | ------------- |
| أحمر    | ~ 700–635 nm     | ~ 430–480 THz |
| برتقالي | ~ 635–590 nm     | ~ 480–510 THz |
| أصفر    | ~ 590–560 nm     | ~ 510–540 THz |
| أخضر    | ~ 560–520 nm     | ~ 540–580 THz |
| سيان    | ~ 520–490 nm     | ~ 580–610 THz |
| أزرق    | ~ 490–450 nm     | ~ 610–670 THz |
| بنفسجي  | ~ 450–400 nm     | ~ 670–750 THz |

### رؤية الالوان
| اللون               | {\displaystyle \lambda \,\!}/nm | {\displaystyle \nu \,\!}/1014 Hz | {\displaystyle \nu _{b}\,\!}/104 cm−1 | {\displaystyle E\,\!}/eV | {\displaystyle E\,\!}/kJ mol−1 |
| تحت الأحمر          | >1000                           |                                  |                                       |                          |                                |
| أحمر                | 700                             | 4.28                             | 1.43                                  | 1.77                     | 171                            |
| برتقالي             | 620                             | 4.84                             | 1.61                                  | 2.00                     | 193                            |
| أصفر                | 580                             | 5.17                             | 1.72                                  | 2.14                     | 206                            |
| أخضر                | 530                             | 5.66                             | 1.89                                  | 2.34                     | 226                            |
| أزرق                | 470                             | 6.38                             | 2.13                                  | 2.64                     | 254                            |
| بنفسجي              | 420                             | 7.14                             | 2.38                                  | 2.95                     | 285                            |
| فوق البنفسجي القريب | 300                             | 10.0                             | 3.33                                  | 4.15                     | 400                            |
| فوق البنفسجي البعيد |                                 | >15.0                            | >5.00                                 | >6.20                    | >598                           |

رؤية الألوان تحتاج  إلى إضاءة معينة حيث تركز كل عين على نوع الضوء مكوِِّّنةً صورة للجسم على شبكية العين وهذه الشبكية تغطي العين من الداخل وتمتص الضوء، وينتقل إلى الدماغ بواسطة الأعصاب، وهذا يطلق عليه اشعاع كهرمغناطيسي. ويوصف الإشعاع الكهرمغناطيسي بطول موجته وشدته. وعندما يقع طول موجة هذا الإشعاع ضمن المنطقة المرئية من الطيف (تقريبا من 380 نانومتر إلى 740 نانومتر)، يطلق عليه الطيف المرئي.
تصدر معظم المنابع الضوئية ضوءًا ذا أطوال موجية متنوعة، وطيف المنبع هو عبارة عن توزيع لشدة المنبع عند كل طول موجي. ومع أن طيف الضوء الواصل إلى العين من اتجاه ما يحدد الإحساس اللوني في ذلك الاتجاه، فإنه يوجد العديد من ظواهر الاندماج الطيفي التي تغير هذا الإحساس اللوني. وقد يعرف أحدنا اللون على أنه كل مدى من الطيف الذي يزيد من الإحساس اللوني نفسه، مع أن هذا المدى الطيفي يمكن أن يتغير كثيرًا بين الأجسام المختلفة، وبنحو أقل بين المراقبين المختلفين. ويُسمى أعضاء كل مدى طيفي بمتلاونات (metamers) اللون المنظور.

### الألوان الطيفية
تتضمن ألوان الطيف المعروفة والمشاهدة في قوس قزح جميع الألوان التي يولدها الطيف المرئي وحيد طول الموجة، وتسمى ألوان وحيدة طول الموجة (بالإنجليزية: monochromatic)‏ أو ألوان طيفية خالصة (بالإنجليزية:  pure spectral colors)‏. يظهر الجدول جانبًا الترددات التقريبية (التيراهرتز)، وأطوال الموجات (نانومتر) لألوان الطيف الخالصة المختلفة. علمًا أن أطوال الموجات قيست في الفراغ (اقرأ الانكسار).
يجب ألا يُفهم جدول الألوان على أنه قائمة محددة، فألوان الطيف الخالصة تشكل طيفا مستمرا، وطريقة فصل الطيف إلى ألوان محددة يتأثر بالثقافة والذوق واللغة (اقرأ علم النفس اللوني). حددت القائمة بستة ألوان أساسية: أحمر وبرتقالي وأصفر وأخضر وأزرق وبنفسجي. قام إسحق نيوتن بتحديد سبعة ألوان حيث أضاف اللون النيلي بين الأزرق والبنفسجي، ولكن معظم الناس لا يستطيعون تمييزه، كما أن معظم علماء الألوان لم يميزوه كلون منفصل، ويشار إليه في بعض الأحيان بالطول الموجي 420-440 نانومتر.
يمكن لشدة اللون الطيفي أن تغير الإحساس به إلى حد بعيد، فمثلا، اللون البرتقالي - الأصفر ذو الشدة المنخفضة يبدو بنيا، كما يبدو اللون الأصفر - الأخضر ذو الشدة المنخفضة أخضرا زيتونيا.
هذه الألوان هي التي يتم تذكرها بمعرفة معظم أطفال المدارس عن طريق الحروف الأولى من كل لون «في اللغة الإنجليزية». وقد اختار نيوتن هذه الألوان السبعة لأنه كان يعتقد بأن كل لون يقابل درجة من درجات السلم الموسيقي. وبعد ذلك بكثير تم اكتشاف أن الألوان وطبقات الموسيقي يتضمنان ترددات طيف، ولكن لا يوجد بينهما علاقة أعمق من ذلك.
يكون السطح الذي يشتت كل انعكاسات الأطوال الموجية بتساوي يشاهد على أنه أبيض، بينما السطح الأسود يمتص كل الأطوال الموجية ولا يعكسها. (بالنسبة للمرآة الانعكاس يكون مختلف، فإن المرآة السليمة تعكس أيضا كل الأطوال الموجية بالتساوي، ولكن لا تشاهد على أنها بيضاء، حيث أن الجسم الأسود اللامع يعكسها).

### لون الجسم
يتوقف لون الجسم على كل من فيزيائية الجسم في محيطه، وخصائص إحساس العين والدماغ. يمكن القول أن لون الأجسام هو لون الضوء «الصادر» من سطوحها، والذي يعتمد عادة على طيف الضوء الساقط وخصائص الانعكاس على سطوح الجسم، بالإضافة إلى التأثير المحتمل لزاوية الإضاءة وزاوية المشاهدة. بعض الأشياء لا تعكس الضوء فحسب، بل تنقله أيضا أو تصدره بنفسها، وعلى هذا تسهم في اللون أيضا. ولا يعتمد إحساس المشاهد للون الجسم على الطيف الضوئي الصادر من سطحه فحسب، بل يعتمد أيضا على مجموعة كبيرة من المهارات المكتسبة، بحيث يميل اللون إلى إحساسه بوجه ثابت نسبيا ؛ أي باستقلال عن طيف الإضاءة وزاوية المشاهدة، إلخ. يعرف هذا التأثير بثباتية اللون.

إن القرصين العلوي والسفلي لهما اللون نفسه، ولهما المحيط الرمادي نفسه، ولكن في بيئتين مختلفتين، تحس العين البشرية بأن لهما انعكاس مختلف، وقد تشعر بأن الألوان مختلفة أيضا. اقرأ الخداع اللوني

يمكن استخلاص بعض القوانين العامة من الفيزياء، مع تجاهل التأثيرات الإدراكية الآن:
- إن الضوء الساقط على سطح معتم إما أن ينعكس بطريقة متناظرة مرآوية (كما في الانعكاس على سطح المرآة)، أو يستطير (يتشتت) (أي ينعكس مع تشتت وانتشار) أو يمتص أو مزيج من هذه الظواهر الفيزيائية.
- يحدد لون الأجسام المعتمة التي لا تعكس الضوء بطريقة مرآوية (ذات السطوح الخشنة) بتشتت مختلف لأطوال موجات الضوء وامتصاص الضوء غير المتشتت. وإذا شتتت الأجسام جميع الأطوال الموجية، تظهر بيضاء. وإذا امتصت جميع الأطوال الموجية، تظهر سوداء.
- الأجسام المعتمة التي تعكس الضوء ذا الأطوال الموجية المختلفة بطريقة مرآوية وبفعالية مختلفة تظهر مثل المرايا الملونة بألوان تحدد وفق هذه الفعاليات. فالأجسام التي تعكس بعض الضوء الساقط وتمتص الباقي قد تبدو سوداء ولكن قد تبدو عاكسة بنحو ضعيف، مثل الأجسام السوداء المطلية بطبقات من اللك.
- الأجسام التي تمرر الضوء إما أن تكون شفوفة (تشتت الضوء النافذ) أو شفافة (لا تشتت الضوء النافذ). إذا امتصت الأجسام (أو عكست) الضوء عند أطوال موجية بطريقة متفاوتة، فإنها تظهر مصبوغة بلون يتحدد بطبيعة ذلك الامتصاص (أو ذلك الانعكاس).
- يمكن للأجسام أن تصدر ضوءاً ذاتيًا، بدلا من مجرد نقل أو عكس الضوء. وقد يحدث ذلك بسبب حرارتها المرتفعة (يقال عن الأجسام حينئذ أنها متوهجة [الإنجليزية])، كنتيجة لبعض التفاعلات الكيميائية (وهي ظاهرة تسمى بالتألق الكيميائي (بالإنجليزية: chemoluminescence)‏)، أو لأسباب أخرى (اقرأ مقالات الفسفورية وقائمة المنابع الضوئية).

يمكن للأجسام أن تمتص الضوء ومن ثم تصدره بخصائص مختلفة. وتسمى عندها بالمواد الفلورية (إذا كان الضوء المنبعث فقط خلال فترة امتصاص الضوء) أو الفسفورية (إذا كان انبعاث الضوء مستمرا حتى بعد توقف الامتصاص. قد يطلق هذا المصطلح بوجه غير دقيق على الضوء المنبعث بسبب التفاعلات الكيميائية). إن لون الأجسام هو نتيجة معقدة لخصائص السطح وخصائص النفاذية وخصائص الإصدار، فجميع هذه العوامل تؤثر على مزيج الأطوال الموجية في الضوء المغادر لسطح الجسم. فالإحساس اللوني يتكيف مع طبيعة الإضاءة المحيطة، وخصائص لون الأجسام القريبة، بتأثير يسمى الثبات اللوني (بالإنجليزية: Color constancy)‏ والخصائص الأخرى للعين والدماغ.

## الألوان الطيفية وإعادة توليد اللون

المخطط اللوني للفضاء اللوني سي آي إي 1931. يمثل المنحني الخارجي المحل الهندسي الطيفي (أو أحادي اللون)، مع أطوال الموجة بوحدة النانومتر. لاحظ أن الألوان المصورة تعتمد على الفضاء اللوني للجهاز الذي يظهر أو يولد الصورة، ولذلك لن يكون من الدقيق تمثيل اللون في موضع خاص، وخصوصا الألوان أحادية اللون.

معظم مصادر الضوء هي مزيج متنوع من الأطوال الموجية للضوء. إذن، يمكن أن يكون للعديد من المنابع الضوئية ألوانا طيفية بحيث لا تستطيع العين تمييزها كمنابع وحيدة اللون. مثلا، معظم شاشات الحواسيب تولد اللون البرتقالي الطيفي كمزيج من الأضواء الحمراء والخضراء، وسيبدو اللون برتقالياً لأن الأحمر والأخضر ممزوجان بنسب صحيحة مما يسمح للمخاريط الحمراء والخضراء في العين أن تستجيب بطريقة تولد اللون البرتقالي في الدماغ.
يوجد تعريف مفيد لهذه الظاهرة وهو طول الموجة الغالب [الإنجليزية]وهو الذي يحدد طول موجة الضوء الأحادي الذي يولد إحساسا مشابها للمنبع الضوئي. وطول الموجة الغالب يماثل تقريبا صبغة اللون.
يوجد العديد من الألوان التي عند تعريفها لا يمكن أن تكون ألوانا طيفية نقية نظرا لعدم إشباعها أو لأنها أرجوانية (وهي مزيج من الأضواء الحمراء والبنفسجية، وهي ألوان من نهايتي الطيف). وبعض الأمثلة للألوان غير الطيفية هي الألوان اللانقبية (الأسود والرمادي والأبيض) وألوان أخرى مثل القرنفلي والقرمزي.
طيفان مختلفان للضوء لهما نفس التأثير على مستقبلات اللون الثلاثة في العين البشرية سيحس بهما كلون واحد. وهذا يمكن تمثيله بضوء أبيض يصدر من المصابيح الفلورية والتي لها طيف يتكون من حزم ضيقة قليلة في حين أن ضوء النهار ذو طيف مستمر. ولا تستطيع العين البشرية التفرقة بين مثل هذه الأطياف فقط بالنظر إلى المنبع الضوئي، مع أن الألوان المنعكسة من الأجسام تبدو مختلفة. (يبدو ذلك جليا مثلا عند جعل الفاكهة أو الطمام ذات لون أحمر أكثر).
بالمثل، معظم الإحساس اللوني البشري يمكن أن ينشأ من خليط ثلاثة ألوان تسمى الألوان الأولية. وتستخدم هذه الألوان في توليد المناظر الملونة في التصوير والطباعة والتلفاز والوسائط الأخرى. وهناك عدد من الطرق أو الفضاءات اللونية لتحديد اللون باستخدام هذه الألوان الأولية الثلاثة. وكل طريقة لها مميزاتها وعيوبها وفقا للتطبيق الخاص المستخدم.
لا يوجد مزيج من الألوان يمكن أن يولد لونا نقيا مطابقا تماما للون طيفي، مع أنه يمكن الحصول على طول موجة قريب للغاية من الأطوال الموجية الطويلة، حيث يكون للمخطط اللوني حافة مستقيمة. فمثلا، مزج الضوء الأخضر (530 نانومتر) والضوء الأزرق (460 نانومتر) يولد الضوء السيان وهذا لون غير مشبع إلى حد ما لأن استجابة مستقبل اللون الأحمر سيكون أكثر للضوء الأخضر والأزرق في المزيج من اللون السيان النقي عند 485 نانومتر والذي له نفس شدة مزيج الأزرق والأخضر.
وبسبب ما سبق، ولأن الألوان الأولية في فإن أنظمة الطباعة الملونة [الإنجليزية] لا تكون عادة نقية تماما بذاتها، فالألوان المولدة لا تكون ألوانا مشبعة تماما، ولهذا فإن الألوان الطيفية لا يمكن مضاهاتها تماما. إذن، فإن المناظر الطبيعية نادرًا ما تحتوي ألوانا مشبعة إشباعا كاملا، وهكذا فإن مثل هذه المناظر يمكن تقريبها عادة تقريبا جيدا باستخدام هذه الأنظمة. ومجال الألوان التي يمكن توليدها وفق نظام معين لتوليد الألوان يسمى بالسلسلة اللونية. ويمكن استخدام المخطط اللوني لهيئة الإضاءة الدولية لوصف السلسلة اللونية.
توجد مشكلة أخرى في أنظمة توليد اللون تتعلق بالأجهزة التي تشغلها، مثل آلات التصوير أو الماسحات الضوئية. إن خواص حساسات اللون في الأجهزة تكون غالبا بعيدة جدًا عن خواص الحساسات في العين البشرية.
والكائنات التي يكون لها حساسات للون مختلفة عن الإنسان، مثل الطيور التي يكون لها أربعة حساسات مختلفة للألوان، يمكن أن تفرق بعض الألوان التي قد تبدو متطابقة للعين البشرية. وفي مثل هذه الحالات، فإن نظام توليد الألوان المضبوط وفق رؤية اللون العادية عند البشر سيعطي نتائج غير دقيقة بالنسبة للمشاهدين الآخرين.
قد تكون الاستجابة اللونية المختلفة في الأجهزة المختلفة مشكلة إذا لم تدار بطريقة صحيحة. بالنسبة للمعلومات اللونية المخزنة والمنقولة نقلا رقميا، فأن تقنيات إدارة الألوان مثل تلك المعتمدة على بروفيلات الاتحاد الدولي للألوان [الإنجليزية] يمكن أن تساعد في تجنب التشوهات في توليد الألوان. إدراة الألوان لا تحيد عن حدود السلسلة اللونية لأجهزة الإخراج الخاصة، ولكنها تساعد في إيجاد رسم لخريطة جيدة للألوان الداخلة في السلسلة اللونية التي يمكن توليدها.

## اللون في المعادلة الموجية
المعادلة الموجية تصف تصرف الضوء وبالتالي يمكن وصف طيف اللون بالمفاهيم الحسابية للخواص الناتجة من حل المعادلة الموجية. عموما، لفهم كيفية أن الإحساس بلون معين ينتج من طيف فيزيائي معين فإن ذلك يتطلب معلومات عن وظائف شبكية المشاهد. وللتبسيط فالمعادلة القادمة للضوء الذي يسير في الفراغ:
{\displaystyle U_{tt}=c^{2}(u_{xx}+u_{yy}+u_{zz})\,}
حيث الرموز السفلى توضح المشتقات الجزئية و c هي سرعة الضوء. ولو قمنا بتثبيت (x,y,z) كنقطة في الفراغ ونظرنا على الحل {\displaystyle u(x,y,z)\,} كدالة في t نحصل على إشارة. ولو أخذنا تحول فورير لهذه الإشارة نحصل على تحليل للتردد كما تم وصفه بالأعلى. وكل تردد له سعة وحالة. وعند ضرب التردد بقيمة ثابت بلانك h يمكن تحديد طاقة الفوتون. ومربع السعة يمثل الشدة، وهي كمية الطاقة المنقولة في الثانية خلال وحدة المساحة لسطح عمودي على مصدر انبعاث الضوء. ومعلومات الحالة غامضة أكثر لأنه من الصعب قياسها ودراستها. فلا يمكن للإنسان أن يحس بتأثير الحالة على الضوء إلا في حالات خاصة للتداخل (مثلا شاهد بصريات الطبقات الرفيعة حيث يؤدى تأثير الحالة إلى تغييرات محسوسة في السعة. ومعظم الضوء له توزيعات حالة عشوائية، ولكن اللايزر مثلا يكون أكثر فاعلية، عندما تكون الفوتونات لها نفس الحالة.

## الإحساس اللوني

استجابات الخلايا المخروطية في العين البشرية (وفق الأطوال الموجية الطويلة L، والمتوسطة M، والقصيرة S) معايرة بحيث تمثل كحوافز طيفية أحادية اللون. يقابل طول الموجة القصير اللون الأزرق، وطول الموجة المتوسط اللون الأخضر، وطول الموجة الطويل اللون الأحمر

1:الغرفة الخلفية
2:الحاشية المشرشرة
3:العضلة الهدبية
4:النطيقة الهدبية
5:قناة شليم
6:البؤبؤ (حدقة العين)
7:الغرفة الأمامية
8:القرنية
9:القزحية
10:قشرة العدسة
11:نواة العدسة
12:النواتئ الهدبية
13:الملتحمة
14:العضلة المائلة السفلية
15:العضلة المستقيمة السفلية
16:العضلة المستقيمة الإنسية (الداخلية)
17:شرايين وأوردة الشبكية
18:القرص البصري
19:الأم الجافية
20:شريان الشبكية المركزي
21:وريد الشبكية المركزي
22:العصب البصري
23:الوريد الدواري
24:غمد المقلة
25:البقعة
26:النقرة
27:الصلبة
28:المشيمية
29:العضلة المائلة العلوية
30:الشبكية

### تطور نظريات رؤية اللون
مع أن أرسطو والعلماء القدماء الآخرين كانوا قد كتبوا عن طبيعة الضوء ورؤية اللون، ولكن نيوتن كان أول من حدد أن الضوء هو منبع الإحساس اللوني. وفي سنة 1810م نشر غوته نظريته عن الألوان. وفي سنة 1801 م اقترح توماس يونغ نظريته ثلاثية الألوان المعتمدة على ملاحظة أنه يمكن مضاهاة أي لون بمزج ثلاثة أضواء. قام جيمس ماكسويل وهلمهولتز لاحقا بإدخال تحسينات على نظرية يونغ نقيتها لاحقا بمعرفة هيرمان فون هيلمهولتز. وقد كتب هيلمهولتز: "لقد أكد ماكسويل تجريبيا في سنة 1856 مبادئ قانون نيوتن للمزج. نظرية يونغ حول الإحساس اللوني، مثل الكثير من الأمور الرائعة التي وصل إليها قبل وقته، ظلت دون أن يلاحظها أحد حتى وجه ماكسويل الانتباه إليها."
في نفس وقت هلمهولتز، طور إيوالد هيرينغ نظرية اللون المضاد موضحا أن عمى الألوان، والصورة التلوية (Afterimages) يأتي من الأزواج المتضادة (أحمر-أخضر، أزرق-أصفر، أسود-أبيض). وفي نهاية المطاف فقد ركب هورفيش وجيمسون (Hurvich and Jameson) هاتين النظريتين في سنة 1957 م وبينا العملية في شبكية العين تتوافق مع نظرية ثلاثية الألوان، في حين أن العملية على مستوى النواة الركبية الوحشية تتوافق مع نظرية اللون المضاد.
في سنة 1931 م طورت مجموعة من الخبراء الدوليين المعروفين باسم هيئة الإضاءة الدولية بتطوير نموذج لوني رياضي فصل الفضاء الذي توجد فيه الألوان ورمزت بثلاث أرقام لكل منها.

### اللون في العين البشرية
شبكية العين البشرية تحتوى على ثلاثة أنواع خلايا مختلفة يمكن أن تلاحظ اللون أو خلية المخروط (بالشبكية). نوع منهم مختلف نسبيا عن النوعين الأخرين، ويستجيب أكثر للضوء البنفسجي الذي نستقبله، والذي له طول موجي يتراوح حول 420 نانو متر (الخلايا المخروطية من هذا النوع يطلق عليها أحيانا خلايا الطول الموجي القصير، خلايا مخروطية S، وأحيانا الخلايا المخروطية الزرقاء). النوعان الآخران متقاربان جينيا وكيميائيا وفي الاستجابة أيضا، وكلاهما يكون حساساً للون الأخضر أو المخضر. أحد هذين النوعين (يسمى أحيانا خلايا الطول الموجي الطويل، خلايا مخروطية L، وأحيانا الخلايا المخروطية الحمراء) وهي حساسة للضوء الذي نحسه كأصفر أو أصفر-مخضر، وله طول موجي حول 564 نانومتر. النوع الآخر (يسمى أحيانا خلايا الطول الموجي المتوسط، خلايا مخروطية M، وأحيانا الخلايا المخروطية الخضراء) وتكون حساسة للضوء الذي نحسه كأخضر، وله طول موجي حول 534 نانومتر. المصطلح «الخلايا المخروطية الحمراء» للخلايا التي تحس بالأطوال الموجية الطويلة لا يفضل استخدامه نظرا لأن هذا النوع يستجيب كحد أقصى للضوء الذي نستقبله كمخضر، بالرغم من أن الطول الموجي للضوء الأطول من ذلك والذي آخر مداه أن يثير الخلايا متوسطة الطول الموجي \ «الخضراء».
منحنيات الإحساس للخلايا المخروطية تقريبا تشبه شكل الجرس، وتتداخل إلى حد معقول. وعلى هذا فإن الإشارة الطيفية القادمة يتم تقليلها بالعين إلى ثلاث قيم، ويسمى ذلك أحيانا قيم الباعث الثلاثية وتمثل شدة الاستجابة لكل نوع من أنواع الخلايا المخروطية.
بسبب التداخل بين مدى الحساسية، فإن بعض تداخلات الاستجابة للثلاث أنواع من الخلايا لا يمكن أن تحدث، بغض النظر عن نوع تحفيز الضوء. فمثلا لا يمكن تحفيز الخلايا متوسطة الطول الموجي/«الأخضر» فقط، يجب تحفيز الخلايا الأخرى لدرجة ما في نفس الوقت، حتى لو تم استخدام ضوء له طول موجي واحد (متضمنا الطول الموجي الأقصى الذي يمكن أن تحس به أي من الخلايا). مجموعة كل قيم الباعث الثلاثية الممكنة تحدد الفراغ اللوني البشري. وقد تم حساب أن الإنسان يمكن أن يفرق بالتقريب بين 10 ملايين درجة لون مختلفة، بالرغم من أن تعريف لون معين صعب للغاية، حيث أن كل عين في نفس الشخص يمكن أن تستقبل اللون باختلاف بسيط. وهذا سيتم مناقشته بالتفصيل لاحقا.
نظام صف الألوان (والذي تعتمد عليه الرؤية في الضوء المنخفض بشدة) لا يمكن الإحساس بوجود اختلاف في الطول الموجي، وعلى هذا لا يمكن تطبيقه في رؤية اللون. ولكن التجارب وضحت أنه في بعض الظروف الثانوية فإن الاتحاد بين الحث في نظام صف الألوان والحث في الخلايا المخروطية يمكن أن ينتج حيود في الأحساس باللون بطريقة غير التي تم شرحها بالأعلى.

### اللون في الدماغ

التيار الظهري البصري (الأخضر) والتيار البطني البصري (الأرجواني). التيار البطني هو المسؤول عن الإحساس اللوني.

مع أن آلية رؤية اللون عند مستوى الشبكية قد فسرت جيدًا بقيم الحفز الثلاثي (اقرأ بالأعلى)، إلا أن الإحساس باللون وتمييزه بعد هذا المستوى الأساسي يكون منظما بطريقة مختلفة. النظرية الغالبة لرؤية اللون تفترض أن المعلومات اللونية تنتقل من العين بعملية ثلاثية متعاكسة، أو قنوات متعاكسة، كل منها ناتج عن الإشارة الصادرة عن الخلايا المخروطية: قناة أحمر-أخضر، وقناة أزرق-أصفر، وقناة أسود-أبيض. وقد دعمت البيولوجيا العصبية هذه النظرية، وتفسر تركيب خبرة اللون عندنا. وعلى وجه التخصيص، تشرح لماذا لا نحس باللون «الأخضر المحمر» أو «الأزرق المصفر»، كما أنه تكهن بدولاب الألوان: وهو مجموعة من الألوان يكون فيها واحدة على الأقل من القناتين اللونيتين تقيس قيمة عند إحدى نهاياتها. الطبيعة الدقيقة للإحساس اللوني بعد هذه العملية التي شرحت هي مسألة معقدة ومحط جدل فلسفي مستمر.

### الإحساس اللوني غير القياسي

#### العجز اللوني
عمى الألوان (Color Blindness) وهو مصطلح يعني اصابة الإنسان بخلل يفقده القدرة على التمييز بين أحد الألوان الثلاث التالية: الأحمر أو الأزرق أو الأخضر، أو اللون الناتج عن خلطها معا.
قد يعاني بعض الأشخاص من نقصان أو قلة حساسية نوع واحد أو أكثر من الخلايا المخروطية في الشبكية، وهذا يؤدي بالشخص إلى عدم قدرته على تمييز بعض الألوان ويقال أن لديه عجز لوني أو عمى لوني. وتسمية عمى الألوان هي تسمية مضللة لأن معظم المصابين بالعجز اللوني يكونون قادرين على تمييز بعض الألوان على الأقل. وتحدث بعض أنواع العجز اللوني من الشذوذ في عدد أو طبيعة المخاريط في الشبكية. وآخرون (مثل عمى الألوان المركزي أو القشري) قد تنتج عن الشذوذ العصبي في بعض أجزاء الدماغ التي تحدث فيها عملية الرؤية.
أعراض عمى الألوان
أولا: القدرة على رؤية طيف واسع من الألوان المختلفة، بحيث لا يكون المصاب مدركا لحقيقة أنه يرى الألوان بصورة مختلفة عما يرى الاخرون.
ثانيا: رؤية القليل فقط من الألوان المختلفة، بينما يستطيع الاخرون رؤية الآلاف منها وهم لايدركون أنهم يرون القليل من الألوان.
هناك بعض الحالات النادرة التي لايستطيع فيها المريض رؤية سوي ثلاث ألوان فقط الأسود والأبيض والرمادي.
علاج عمي الألوان
بإمكان المصاب بعمى الألوان اتباع الخطوات الآتية للتعويض عن عجزه عن رؤية الألوان:
أولا: استخدام عدسات لاصقة أو عدسات لنظارات خاصة تساعد على التفرقة بين الألوان المختلفة. لكن هذه العدسات الخاصة لا تضمن رؤية الوان طبيعية، إذ أنها قد تشوه صورة اجسام معينة في مقابل رؤيته وتمييزه لبعض الالون.
ثانيا: استخدام عدسات لاصقة أو نظارات خاصة تمنع الانبهار (بمساعدة واقيات جانبية أو واقيات فارغة) فهذه تساعد الأشخاص الذين يعانون من عمى الألوان كثيرا وتمكنهم من التمييز بشكل أفضل بين الألوان، عن طريق تعطيل الإبهار وتخفيف الإشعاع. الأشخاص الذين يعانون من عمى الألوان يستطيعون التمييز بينها بشكل أفضل عندما تكون الإضاءة حولهم غير قوية.
ثالثا: استغلال درجة وضوح اللون أو موقعه، بدلا من اللون نفسه. فمثلا، يستطيع تعلم ترتيب مواقع الالوان فلا يركز على اللون نفسه.

### ملحوظات طبية
في حالة عدم وجود واحد أو أكثر من الخلايا المخروطية أو عد إحساسها مثل الطبيعي للضوء، فإن هذا يؤدى إلى حيود أو قلة في الفراغ اللوني وتسمى هذه الحالة بانحراف اللون. كما أن هناك مصطلح يستخدم بكثرة عمى الألوان، وقد أدى هذا لبعض الإرتباك في الفهم حيث أن عددا قليلا جدا ممن لديهم هذا المرض تكون الألوان عندهم أبيض وأسود، ومعظهم يكون لديه انحراف في الإحساس باللون. وبعض حالات حيود الألوان تنشأ من حيود في عدد أو طبيعة أنواع الخلايا المخروطية، كما تم شرحه من قبل. والبعض الآخر قد ينشأ من التهاب الأعصاب في هذه الأجزاء من المخ.
بعض الحيوانات لها القدرة على استقبال أكثر من ثلاث أنواع من الألوان (الطيور، ولزواحف، ولأسماك، (شاهد رباعى اللون بالأسفل)، معظم الثدييات، تنائية اللون أو أحادية اللون). في بعض حالات الاندهاش أو التعجب الشديد قد يؤثر في الإحساس بالألوان ورؤيتها بحياد.

### رباعي اللون
الإنسان العادي ثلاثى الإحساس باللون. ونظريا يمكن للإنسان أن يملك أربعة أنواع من الخلايا المخروطية. ولو أن هذه الخلايا في حالة تسمح لها بتمييز الألوان والنظام العصبي لهذه الأنواع قادر على التعامل مع ذلك، فإن الشخص يصبح رباعي الإحساس باللون. ويمتلك مثل هذا الشخص نسخة مختلفة قليلا من الخلايا المخروطية المتوسطة أو الطويلة الموجات. ولا يوجد دليل على وجود مثل هؤلاء الأشخاص، أو إذا ما كان المخ البشري يمكن أن يتعامل مع الخلايا المخروطية الإضافية بمفردها بدون الثلاث أنواع القياسية. عموما، فإن هناك دليلا قويا على إمكانية حدوث ذلك، وهو الإناث بتركيبهم الجيني، حيث أن عقلهم يمكن أن يستوعب الخلايا الزائدة. ولكثير من الكائنات يعتبر الإحساس الرباعي باللون طبيعيا، وذلك رغم أن الخلايا المخروطية للحيوانات تختلف (مسطحة أكثر) في إحساسها للطيف عن العين البشرية.

## الإحساس اللوني

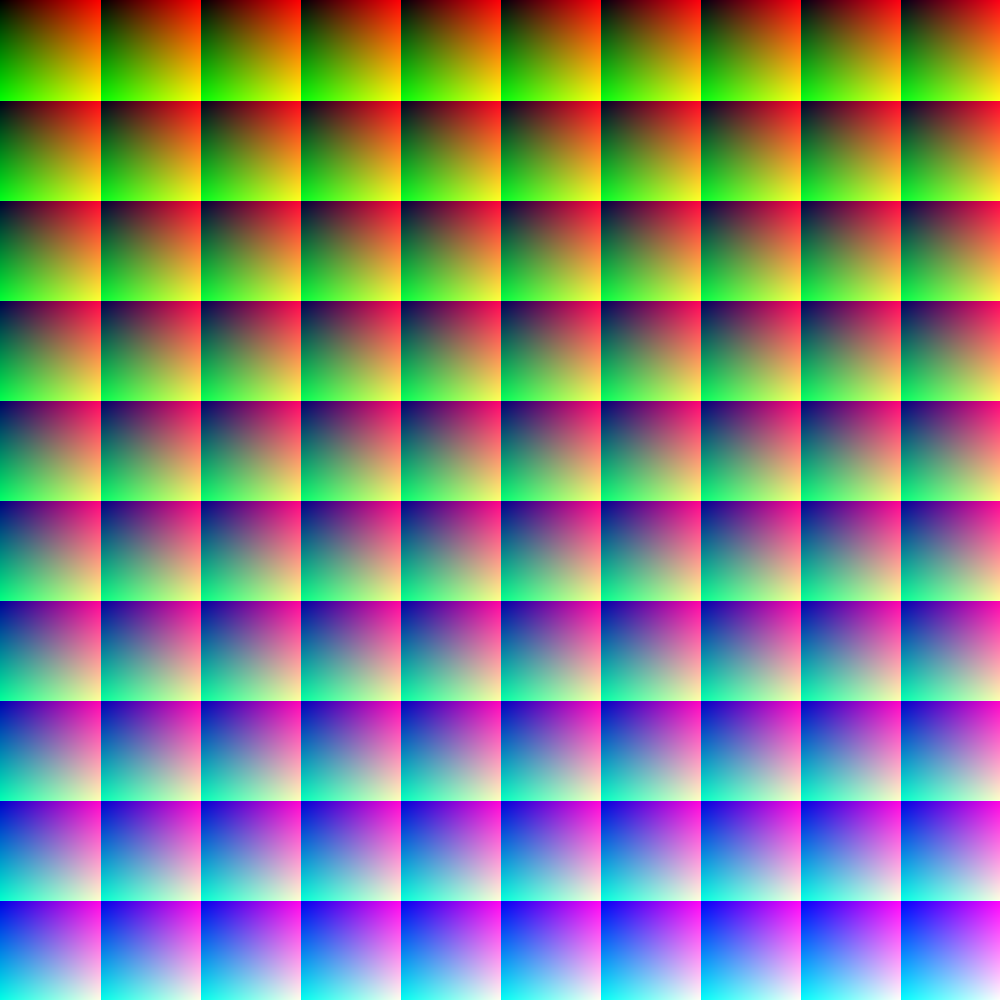
تحتوي هذه الصورة على مليون بكسل، كل واحدة منها بلون مختلف

توجد ظاهرة مشوقة تحدث عندما يستخدم أي رسام لوحة ألوان محدودة، وذلك أن العين تميل للتعويض برؤية اللون الرمادى أو الألوان المتعادلة بصفة عامة كما لو كان اللون الناقص في لوحة الألوان. فمثلا، في لوحة ألوان تتكون من الأحمر والأصفر والأسود والأبيض، فإن الخليط من الأسود والأصفر سيبدو كدرجات مختلفة للأخضر، كما أن الخليط من الأحمر والأسود سيظهر كدرجات للإرجواني، بينما الرمادى سيظهر مزرقاً.
عندما تفقد العين تركيزها بعد النظر إلى لون لفترة من الوقت، فإن الأحساس باللون المكمل (اللون المعاكس لذلك اللون في عجلة الألوان) لذلك اللون سيلازم العين أينما نظرت لبعض الوقت. وقد تم ملاحظة هذه الظاهرة بواسطة فينسنت فان غوخ.

### تأثير اختلاف البريق
يجب ملاحظة أن الخبرة المتعلقة بلون معين يمكن أن تتغير طبقا لدرجة البريق وذلك لأن نظام صف الألوان والخلايا المخروطية ينشطان في الحال بالعين، ونظرا لأن كل منهما له منحنى مختلف للإحساس باللون، ويكون الإحساس في نظام صف الألوان أسرع من الخلايا المخروطية عند تقليل البريق. وهذا التأثير يؤدى إلى تغير في الحكم على اللون في مستويات البريق العالية وهذا يمكن أن يختصر في منحنيات كرويثوف.

### التأثير الثقافي
الثقافات المختلفة لها أسماء مختلفة للألوان، ويمكن أن يتم تحديد اسم لون لمناطق متغيرة نسبيا في الطيف، أو أن لها لون مختلف أصلا. ولوهلة، فإن شكل هان 青 (ينطق qīng كونج في اللغة الصينية القياسية وaoi أوي في اللغة اليابانية له معانى تغطى كل من الأزرق والأخضر، ويعتبرا درجات اللون 青.
ومثل ذلك، يتم اختيار اللغة عند تفريق الهيو لألوان مختلفة على أساس درجة اللون وما إذا كان فاتحاً أو غامقاً. فمثلا تدرج الألوان أسود-رمادي-أبيض له وصف إنجليزي يقسم الهيو لعدة ألوان مختلفة طبقا لدرجتها. وأيضاً مثل الأحمر والبرتقالي والقرنفلي والبني. وللمتحدثين بالإنجليزية، هذه الأزواج من الألوان التي لا يوجد فرق كبير بينها في الواقع، لا يقومون بتسمية الأخضر الفاتح والغامق بإسمين مختلفين بالرغم من وجود فرق كبير بينهما. والإيطاليون لديهم نفس الفروق في الدرجات من الأحمر-القرنفلي والبني-البرتقالي، ولكنهم يقومون أيضا بالتفرقة بين كل من الأزرق والأزورو والذي يطلق عليه المتحدثون بالإنجليزية أزرق فاتح.

## تأثير الألوان على المزاج والتفكير
إن اختيار لون معين يكمن في طبيعة تأثيره على مشاعر الإنسان وأحاسيسه. فمثلا اللون الأحمر يجعل الإنسان نشيطاً فهو يزيد من نبضات القلب، واللون الأصفر ينشط الذاكرة حيث يعتبر لون مبهجاً وزاهياً.
واللون الأخضر يعمل على تقليل القلق والتوتر حيث يعبر عن الخضرة والبدايات الجديدة، أما اللون الأزرق فيعتبر مهدئاً ومخففاً للتوتر حيث يعبر عن زرقه المياه والاستجمام، واللون الوردي له أثر مهدئ وراخي للعضلات، وهو ما يفسر استخدامه في مداخل المستشفيات ومراكز الإدمان.

## تطور استنباط الألوان
إن عدد الألوان الأساسية المحدودة، والتي يتم استخدامها بصورة منفصلة في كل ثقافة من الأمور التي عليها جدال. فمثلا، في ثقافة معينة يتم البدء بمصطلحين، الغوامق (وتغطي الأسود، الألوان الغامقة والألوان مثل الأزرق) والفواتح (وتغطى الأبيض، الألوان الفاتحة، والألوان الدافئة مثل الأحمر)، وذلك قبل البدء في إضافة الألوان الأخرى، وبالترتيب الأحمر، الأخضر، الأخضر و/أو الأصفر، الأزرق، البني، البرتقالي، القرنفلي، القرمزي، و/أو الرمادي. يوجد جدال قديم حول هذه النظرية حيث أن تسمية الألوان الأساسية طبقا للتطور التدريجي يعطى الانطباع بأنه نظرا للتطور التكنولوجي المعقد فإن هذا الموضوع لا يمكن تحقيقه بهذه الطريقة.
يوجد مثال مؤرخ لنظرية أصناف الألوان العالمية مصطلحات الألوان الأساسية بمعرفة برينت بيرلين وبول كاي 1969 عالمية الألوان وتطورها. مثال أحدث من هذا للتحديد اللغوي بمعرفة يوليوس دايفيدوف 1999 هل تصنيف الألوان عالمي؟ دليل جديد من العصر الحجري وفكرة التحديد اللغوي لأصناف الألوان كانت تستخدم كدليل في افتراضات سابير-ورف (اللغة، الأفكار، والحقيقة 1956 بمعرفة بينيامين لي ورف.
بالإضافة إلى ذلك، فإن الألوان المختلفة غالبا ما ترتبط بالحالة الوجدانية والقيم والجماعات، ولكن هذه الحالات غالبا ما تكون متغيرة بين الثقافات. فمثلا في أحد الثقافات يكون اللون الأحمر دافعاً للحركة، البرتقالي والأرجواني للحالة الروحية، الأصفر للابتهاج، الأخضر للراحة والدفء، الأزرق للاسترخاء، الأبيض يكون إما للنقاء أو الموت. وهذه الارتباطات مشروحة بالكامل في صفحات الألوان، سيكولوجية الألوان.
شاهد أيضا: الألوان القومية.

### استقرار اللون
إن نظرية الإحساس الثلاثي بالألوان سابقا حقيقية تماما في حالة أن المشهد بالكامل يتكون من نفس اللون وبنفس الدرجة، وهذا غير واقعي بالطبع. وفي الواقع يقوم المخ بمقارنة الألوان المختلفة في المشهد، لتقليل تأثير البريق. ولو أن هناك مشهد يبرق بلون واحد، ثم ظهر بريق للون آخر، فطالما أن الفرق بين مصادر الضوء في مدى معقول، فإن لون المشهد سيبقي ثابت بالنسبة للمشاهد. وقد تم اكتشاف ذلك عن طريق إيدون لاند في السبعينيات من القرن العشرين وقد أدى ذلك لاكتشاف نظريته عن استقرار الألوان.

### التباين
ملحوظة: المقارنة القادمة تتطلب نظام عرض رقمي (غالبا، جهاز حاسوب محمول، أو شاشة LCD متصلة مع DVI) لتفادى الأخطاء التي قد تحدث بين الاستجابة للترددات ومنحنيات جاما. قارن مدى رؤية لألوان GRB الأساسية والفرعية مع خلفية بيضاء.
| أحمر | أخضر | أزرق | أحمر+أخضر | أخضر+أزرق | أحمر+أزرق | أحمر+أخضر+أزرق | بدون ضوء |

مرة أخرى قارن الاختلافات في وجود خلفية رمادية —#7f7f7f, #5f5f5f & #9f9f9f—الألوان الثمانية GRB الأساسية متساوية في البعد من #7f7f7f في تمثيل ثلاثي الأبعاد أو في فضاء GRB-للتذكير بأهمية الخلفية في الإحساس باللون.
الخلفية=#7f7f7f
| أحمر | أخضر | أزرق | أحمر+أخضر | أخضر+أزرق | أحمر+أزرق | أحمر+أخضر+أزرق | بدون ضوء |

لننظر مرة أخرى ولكن على الخلفية السوداء (لاحظ أن خلفية الشاشة ليست سوداء تماما. قم بإطفائها وشاهد الفرق بنفسك)
الخلفية = #00000
| أحمر | أخضر | أزرق | أحمر+أخضر | أخضر+أزرق | أحمر+أزرق | أحمر+أخضر+أزرق | بدون ضوءt |

## الألوان الحارة والألوان الباردة
إن الدائرة اللونية سنجدها تنقسم إلى قسمين الوان باردة والوان حارة ويتوسطهما اللونان الأخضر والبنفسجي. فهاذان اللونان الثانويان هما عنصران مشتركان بين القسمين نظرا لاشتقاق كل لون منهما من لونين أوليين *ساخن وبارد*. فعند كونهما متعادلين من حيث التركيب فهما باردان، وعندما يكون اللون البارد طاغيا على أحدهما فهو أيضا بارد، والحالة الوحيدة التي تجعلهما دافئين هو إطغاء اللون الدافء عليهما وهذا حكما على أنهما يتركبان من مزيج لوني مختلف تماما بارد وساخن.

### الألوان الساخنة
يطلق عليها الألوان الحارة أو الدافئة أو الساخنة، لأنها تميل إلى الضوء وألوان النار مصدر الحرارة. ترتيب الألوان الحارة في الدائرة اللونية كما يلي: البنفسجي المحمر - الأحمر - البرتقالي المحمر - البرتقالي - البرتقالي المصفر - الأصفر - الأخضر المصفر.

### الألوان الباردة
هذه الألوان تميل إلى العتامة أو الدكانة وسميت بالباردة نظرا لارتباطها بالفضاء العاتم وعمق مياه البحر وانتشار الليل (غياب الضوء). ترتيب هذه الألوان هو كما يلي: الأخضر المعتدل - الأخضر المزرق - الأزرق - البنفسجي المزرق - البنفسجي المعتدل.

### الصبغات والوسائط العاكسة
عند إنتاج لون دهان أو دهان سطح ما، فإن اللون يغير شكل السطح، ولو أن السطح يبرق بالضوء الأبيض (الذي يتكون من شدة الأطوال الموجية المرئية للألوان بطريقة متساوية)، فإن الضوء المنعكس سيكون به الطيف المساوي للون المطلوب. ولو أن اللون أو الدهان يبدو أحمر في الضوء الأبيض، فهذا لأن الانعكاس لكل الأطوال الموجية غير الحمراء يتم اعتراضها بالصبغة، ولهذا فإن اللون الأحمر فقط ينعكس في عيون المشاهد.

### الألوان المتراكبة
الألوان المتراكبة هي خاصية لبعض السطوح والتي يتم تقديرها بالخطوط الدقيقة المتوازية، المتكونة من عدة طبقات دقيقة، أو بمعنى آخر تتكون من تركيب بالغ الدقة على مقياس الطول الموجي للألوان، لعمل حاجز محايد. الحاجز يعكس بعض الأطوال الموجية أكثر من الأخرى نظرًا لظاهرة التداخل، مما يجعل انعكاس الضوء الأبيض كما لو كان ضوءًا ملونا. التغير في فضاء الألوان غالبا ما يزيد من تأثير ظاهرة التقزح (اتخاذ ألوان قوس قزح) وكما يلاحظ في ريش الطاووس، وطبقات الزيت، والصدف لأن الألوان المنعكسة تعتمد على زاوية المشاهدة وخاصية السطح المنعكس منه الضوء.
تدرس الألوان المتراكبة في بصريات الطبقات الدقيقة. ومصطلح ليمان الذي يصف بالتحديد أكثر ترتيبات تركيبات الألوان هي التقزح اللوني.
|  |  |      |   |      |   |      |  |  |      |   |      |   |       |      |   |      |   |      |   |      |
|  |  | أحمر | + | أخضر | = | أصفر |  |  |      |   |      |   |       |      |   |      |   |      |   |      |
|  |  | أخضر | + | أزرق | = | سيان |  |  | أزرق | + | أحمر | = | قرمزي | أزرق | + | أحمر | + | أخضر | = | أبيض |
|  |  |      |   |      |   |      |  |  |      |   |      |   |       |      |   |      |   |      |   |      |

## مصطلحات اللون
|    | الترجمة العربية               | المصطلح الإنكليزي           |
| -- | ----------------------------- | --------------------------- |
| 1  | لون                           | لون                         |
| 2  | كنه اللون أو صبغة اللون       | صبغة اللون                  |
| 3  | قيمة اللون                    | إضاءة اللون                 |
| 4  | ظل اللون: خلط اللون بالأسود   | ظل اللون ومشيجه             |
| 5  | صفاء اللون                    | نظام الألوان مونسل          |
| 6  | دائرة لونية                   | دولاب الألوان               |
| 7  | لون مكمل                      | لون مكمل                    |
| 8  | سلسلة لونية                   | سلسلة لونية                 |
| 9  | إضاءة اللون                   | إضاءة اللون                 |
| 10 | نموذج لوني                    | نموذج لوني                  |
| 11 | لون محايد                     | Neutral colour              |
| 12 | لون أولي                      | لون أولي                    |
| 13 | لون ثانوي                     | لون ثانوي                   |
| 14 | لون ثالثي                     | Tertiary Colour             |
| 15 | فضاء لوني                     | فضاء لوني                   |
| 16 | مشيج اللون: خلط اللون بالأبيض | ظل اللون ومشيجه             |
| 17 | إشباع اللون                   | تلون                        |
| 18 | قيم الحفز الثلاثي             | الفضاء اللوني سي آي إي 1931 |
| 19 | مضاهاة اللون                  | Color matching              |

## وصلات خارجية
- لون  على موسوعة ستانفورد للفلسفة
- لون entry in the موسوعة الإنترنت للفلسفة